# Achaea xanthodera
Achaea xanthodera là một loài bướm đêm thuộc họ Noctuidae. Nó được tìm thấy ở Châu Phi, bao gồm Gabon.